# Великий оркестр святкової допомоги
Вели́кий Орке́стр Святко́вої Допомо́ги (варіанти назви: Вели́кий Різдвя́ний Допомо́говий Орке́стр, Вели́ка Орке́стра Різдвя́ної Допомо́ги, пол. Wielka Orkiestra Świątecznej Pomocy) — авторитетна польська фундація, нею координується доброчинний громадський рух, один з наймасовіших у країні. Організація має статус суспільно корисної (пол. Organizacja pożytku publicznego, англ. Public benefit organization), що дозволяє їй отримувати відсоток з податку на фізичну особу (тобто платник за своїм бажанням може спрямувати цю частину податку на благодійність замість державної скарбниці).
Заснована польським громадським діячем, шоуменом, рокером Єжи Овсяком, ця організація проводить щорічні фандрайзингові акції. Це і активний вуличний збір коштів, і отримання благодійних внесків з інтернету, СМС та банківських переказів, і благодійні концерти. Зібрані кошти спрямовуються на закупівлю медичного устаткування лікарень та підтримку національних медичних та медико-соціальних програм.
Найбільшого розголосу набули так звані Фінали Допомогового Оркестру, які традиційно висвітлюються польськими ЗМІ. Ця загальнонаціональна подія проводиться у другу неділю року і включає в себе концерти (не лише в межах Польщі), інші розважальні акції та "квест" - вуличний фандрайзинг, у якому беруть участь до 400 тис. волонтерів і мільйони жертводавців по всій Польщі.

## Історія
У 1991 році польський шоумен, організатор концертів і фестивалів, Єжи Овсяк отримав прохання про допомогу від керівництва кардіологічного відділення варшавського Центру дитячого здоров’я. Дізнавшись про потреби цього закладу, вартість необхідного устаткування, Овсяк з колегами провів рок-концерт, що транслювався центральним телебаченням. Цей захід приніс 1,5 млн.$ і результат значно перевищив очікування команди. 
В 1992 році Овсяк запрошував лікарів у передачу, яку вів на ІІІ-му каналі Польського радіо, постійно нагадуючи співгромадянам про можливість зробити пожертву для дітей з вадами серця. Акція збору коштів також була проведена під час тогорічного фестивалю в Яроцині. 3 січня 1993 року центральне телебачення Польщі надало майданчик для проведення великого благодійного шоу Фінал Великого оркестру святкової допомоги, його ведучим був Єжи Овсяк. Ця програма на каналі TVP стала традиційною протягом наступних чотирнадцяти років. Однак, у 2007 шоумен створив власний канал цифрового телебачення O.TV, на який "мігрували" з TVP програми його авторства, в тому числі й Фінали.
Успіхи цих перших акцій надихнули Овсяка впорядкувати ініційовану ним благодійну діяльність шляхом створення фундації Великий Оркестр Святкової Допомоги. В цьому йому допомогли дружина Лідія (Lidia Niedźwiedzka-Owsiak), кардіолог Богдан Марушевскі (Bohdan Maruszewski), спортсмен Пйотр Бурчиньскі (Piotr Burczyński), лікар і директор Центру дитячого здоров'я в Варшаві Павел Янушевіч (Paweł Januszewicz) та телевізійник Вальтер Хелстовскі (Walter Chełstowski).

## Програмні засади Великого оркестру

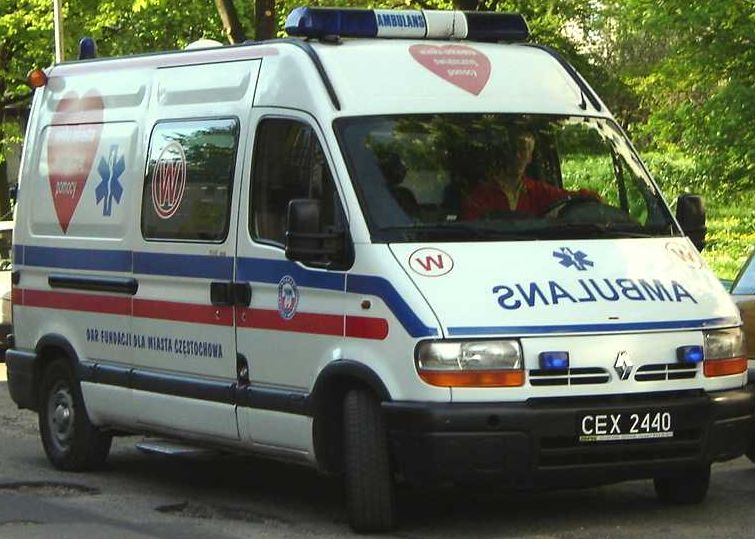
Швидка допомога з логотипом ВОСД

Слід відзначити, що Єжи Овсяк постійно наполягає на духовному значенні діяльностей Оркестру. А саме, згуртування нації заради добрих справ. Саме цим пояснюється і вибір назви організації.

Статут організації визначає метою:
|  | роботу в сфері охороні здоров’я, шляхом сприяння порятунку життів та підтримки лікування пацієнтів, насамперед дітей. Іншим пріоритетом є профілактика порушень здоров’я. |

Способом досягнення вказаної мети є регулярний збір коштів, що має кульмінацією щорічні загальнопольські акції Фінальних зборів. Отримані кошти направляються на закупівлю медичного обладнання та національні програми освіти й профілактики в галузі охорони здоров’я.
Медичне обладнання отримують дитячі медичні заклади державної системи охорони здоров’я, як загального профілю, так і спеціалізовані. Пріоритетами в наданні допомоги є:
- дитяча кардіологія;
- порятунок дітей потерпілих у нещасних випадках;
- порятунок життів немовлят і малечі;
- порятунок життів дітей із хворобами нирок;
- порятунок життів дітей з вродженими вадами;
- сучасні методи діагностики та лікування в галузях педіатрії та неонатальної медицини.

## Підсумки фіналів ВОСД
Порівняльна таблиця містить інформацію про здобутки фундації подану на офіційному сайті [Архівовано 9 січня 2012 у Wayback Machine.], щорічне збільшення надходжень означає збільшення закупівель для лікарень та розширення спектру фінансованих програм.
| Фінал   | Дата             | Мета | Пожертви (у USD) |
| ------- | ---------------- | --- | ---------------- |
| I       | 3 січня 1993     | Лікування хвороб серця | 1 535 440,68*)   |
| II      | 2 січня 1994     | Допомога закладам неонатальної медицини | 1 930 726,93*)   |
| III     | 8 січня 1995     | Закупівля обладнання для онкологічних клінік | 2 816 465,36 *)  |
| IV      | 7 січня 1996     | Порятунок життя дітей, що постраждали у нещасних випадках | 2 543 413,59 *)  |
| V       | 5 січня 1997     | Порятунок дітей з серцевими хворобами | 3 062 067,29 *)  |
| VI      | 4 січня 1998     | Порятунок життя дітей, що постраждали у нещасних випадках | 3 543 276,74 *)  |
| VII     | 10 січня 1999    | Порятунок життя новонароджених | 4 515 020,82 *)  |
| VIII    | 9 січня 2000     | Порятунок життя дітей з хворобами нирок | 6 089 390,91*)   |
| IX      | 7 січня 2001     | Діагностика новонароджених і немовлят | 6 112 642,74*)   |
| X       | 13 січня 2002    | Порятунок дітей з вродженими вадами | 6 848 998,85*)   |
| XI      | 12 січня 2003    | Медичне обладнання для педіатричних закладів | 7 695 614,16 *)  |
| XII     | 11 січня 2004    | Медичне обладнання для педіатричних закладів | 6 923 443,22 *)  |
| XIII    | 9 січня 2005     | Нові методи діагностики та лікування в неонатології i педіатрії | 9 864 292,87*)   |
| XIV     | 8 січня 2006     | Порятунок життя дітей, що постраждали у нещасних випадках і навчання першій медичній допомозі | 9 660 691,00*)   |
| XV      | 14 січня 2007    | Порятунок життя дітей, що постраждали у нещасних випадках і навчання першій медичній допомозі | 9 349 814,65*)   |
| XVI     | 13 січня 2008    | Допомога дітям з отоларингічними захворюваннями | 13 883 627,13*)  |
| XVII    | 11 січня 2009    | Діагностика новоутворень у дітей | 11 011 771,01*)  |
| XVIII   | 10 січня 2010    | Діагностика новоутворень у дітей | 14 090 521,06*)  |
| –       | 4 липня 2010     | Акція „Стоп повінь!” | 805 662,73*)     |
| XIX     | 9 січня 2011     | Обладнання для лікування дітей з урологічними і нефрологічними хворобами | 15 610 022,15*)  |
| XX      | 8 січня 2012     | Обладнання для підтримки життя передчасно народжених; інсулінові помпи | 16 219 987,60    |
| XXI     | 13 січня 2013    | Порятунок життів дітей і достойний медичний догляд для людей старшого віку | 16 432 382,15*)  |
| XXII    | 12 січня 2014    | Закупівля обладнання для дитячої реанімації та достойний догляд для людей старшого віку | 17 224 553,53*)  |
| XXIII   | 11 січня 2015    | Підтримка високих стандартів лікування дітей у відділеннях педіатрії та онкології та достойний медичний догляд для людей старшого віку | 13 277 424*)     |
| XXIV    | 10 січня 2016    | Закупівля мед.приладів для педіатричних відділень і достойний догляд для людей старшого віку | 18 135 587,26*)  |
| XXV     | 15 січня 2017    | Порятунок життя і здоров'я дітей у загальнопедіатричних відділеннях і достойний медичний догляд для людей старшого віку | 25 919 212,58    |
| XXVI    | 14 січня 2018    | Для урівняння шансів лікування новонароджених | 37 157 837,21*)  |
| XXVII   | 13 січня 2019    | Для закупівлі сучасного медичного обладнання для спеціалізваних дитячих лікарень | 46 969 597,29*)  |
| –       | 19-23 січня 2019 | Додатковий збір коштів для гданської лікарні Hospicjum im. ks. Eugeniusza Dutkiewicza під час похорону мера міста Павла Адамовича, який трагічно загинув під час фіналу Оркестри в Гданську, та публічний збір коштів у Гданську на потреби міських лікарень, зокрема, неонатологічних відділень | 4 239 303,42     |
| XXVIII  | 12 січня 2020    | Закупівля нового медичного обладнання для польських лікарень та 6 медичних і освітніх проектів | 48 852 683,82*)  |
| XXIX    | 31 січня 2021    | Підтримка дитячої отоларингології, ларингології та закупівля діагностичного обладнання | 34 168 179,37*)  |
| Усього: |                  | | 245 102 051,01   |

```
*)Орієнтовні цифри з сайту Оркестри, не офіційна інформація
```

## Інші діяльності фундації
Крім Фіналів фундація відома також іншими справами на користь суспільства.

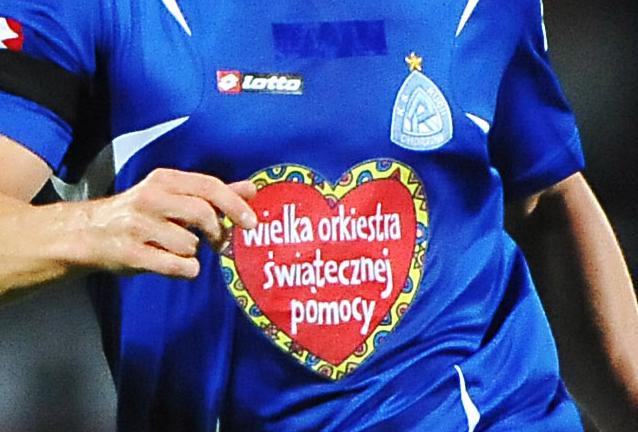
Емблема Оркестру на формі клубу Рух (Хожув)

 Щорічний рок-фестиваль Przystanek Woodstock, який був започаткований у 1995 році як подяка волонтерам Оркестру, на сьогодні є Подією в культурному житті Польщі та цілої Європи. З фестивалю бере початок волонтерський Патруль миру пол. Pokojowy Patrol, у формуванні якого вагому роль зіграли інструктори польського Червоного Хреста та добровольці-рятувальники з GOPR; Патруль вирішує питання супроводу гостей, безпеки, довідки та першої медичної допомоги на заходах Оркестру. Завдяки волонтерам Патруля в загальноосвітніх школах Республіки проводились освітні заняття "Рятуємо й навчаємо рятувати"; за п’ять років (з 2006) навчанням першій допомозі охоплено 23100 вчителів і близько півтора мільйона дітей з 11700 шкіл. У співпраці з титулованим футбольним клубом Рух з міста Хожув проводяться акції "Безпечні стадіони"; окрім іншого, дітям з малозабезпечених сімей безкоштовно надаються квитки на матчі Екстракласи.

### Przystanek Woodstock
Przystanek Woodstock укр. зупинка Вудсток - щорічний рок-фестиваль, який з 1995 року фундація проводить на вшанування своїх численних волонтерів. Його назва нагадує інший легендарний фестиваль, як і гасло: "Любов, дружба, музика". До слова, Майкл Ленг (англ. Michael Lang, організатор американського Вудстоку-1969) відвідав польський фестиваль у 2009-му році.
Przystanek Woodstock з 2004 року регулярно проходить у місті Костшин-над-Одрою. По праву вважається одним з найбільших рок-майданчиків Європи. Є інформація про участь у фестивалі 2009 року більше як чотирьохсот тисяч слухачів.
Фінансування заходів фестивалю здійснюється зі спонсорських коштів та загальної скарбнички фонду. Крім музичних виступів проводяться інші мистецькі заходи, зустрічі з відомими особистостями (наприклад, у 2009 році гостем фестивалю був Лех Валенса), спортивні змагання тощо. Для проведення фестивалю вагомий внесок своєю працею роблять волонтери Патруля Миру.
Przystanek Woodstock має своїх критиків, зокрема, католицька церква звертає увагу на громаду Харе Кришна, яка з дозволу організаторів фестивалю проводить заняття йогою, медитації, лекції, зустрічі з духовними лідерами, організовує їдальню ведичної кулінарії. Інші недоброзичливці звертають увагу на речі притаманні рок-культурі загалом: алкоголізація, аморальна поведінка тощо. У 2000 році Комітет захисту моралі, група з 3600 громадян Лемборку, домоглися відміни фестивалю у їх місті. Треба відзначити, що найперший Przystanek відбувся під стягом "сухого закону", та й тепер організатори обмежують продаж алкоголю.

## Вплив фундації

### У польському суспільстві
Протягом майже двох десятиліть Wielka Orkiestra здобула національне визнання, про що, крім іншого свідчать приклади співпраці з державними установами, участь у діяльності фундації найвищих посадових осіб держави та видатних поляків.
Від першого Фіналу 1993 року польський монетний двір карбує "Золоті серця", які є предметом благодійного аукціону фундації. 2004-го року монета в два злотих випущена на честь 10-річчя Оркестру виграла конкурс на міжнародній XXIII Конференції директорів монетних дворів, що проходила в Сан-Франциско. У 2012 випущена пам’ятна монета у вигляді сердечка - Великий Оркестр Святкової Допомоги 20 років. З 2008 року програма "Рятуємо й навчаємо рятувати" підтримана Міністерством охорони здоров’я Польщі. На честь ХХ Фіналу Президентський Палац Речі Посполитої був прикрашений ілюмінованою емблемою Оркестру, а сама подія відбувалась під патронатом та за участі Першого подружжя країни.

### У світі
Завдяки підтримці польської громади у світі, Фінали проводилися також і за межами Польщі:
- Боснія і Герцеговина — Сараєво (серед польських миротворців)
- Німеччина — Оснабрюк, Кайзерслаутерн, Берлін, Фрайбург, Оберхаузен
- Франція — Париж
- Греція — Афіни
- Велика Британія — Лестер, Ліверпуль, Ньюкасл-апон-Тайн, Ноттінгем, Единбург
- Нідерланди — Гааґа
- Ірландія — Корк, Ґолвей, Дублін
- Канада — Отава, Міссісога, Монреаль
- Косово — Приштина
- Ліван — Мардж-Уюн (серед польських миротворців)
- Австрія — Відень
- Саудівська Аравія — Ер-Ріяд
- Чад — Іріба (серед польських миротворців)
- Сполучені Штати Америки — Нью-Брітен (Коннектикут), Помона (Каліфорнія), Бостон

### В Україні
Подібність викликів, що постали перед Україною та Польщею в 90-ті роки очевидна. Однак саме сусідам вдалося швидше подолати їх і вийти на новий рівень розвитку суспільства. В нашій же країні довгий час не знайшлось ані активного громадського лідера, ані зацікавлених у темі благодійності ЗМІ, ані суспільного запиту на загальнонаціональну добру справу. Мрія Єжи Овсяка поширити свій досвід в сусідній Україні здійснилася лише 2006 року, коли стартувала акція Серце до серця.